# Élections fédérales canadiennes de 2015 au Manitoba
Les élections fédérales canadiennes de 2015 ont lieu le 19 octobre 2015 au Manitoba comme au reste du Canada.
Le Manitoba est représentée par 14 députés à la Chambre des communes, soit autant que lors des précédentes élections, mais les circonscriptions ont été redécoupées.

## Résultats provinciaux
| Parti | Parti        | Parti  |    |
| ----- | ------------ | ------ | -- |
|       | Conservateur | Sièges |    |
| Voix  | Conservateur |        |    |
|       | NPD          | Sièges |    |
| Voix  | NPD          |        |    |
|       | Libéral      | Sièges |    |
| Voix  | Libéral      |        |    |
|       | Vert         | Sièges |    |
| Voix  | Vert         |        |    |
|       | Indépendants | Voix   |    |
| Total | Total        | Total  | 14 |